# Dicentra peregrina
Dicentra peregrina là một loài thực vật có hoa trong họ Anh túc. Loài này được (Rudolph) Makino mô tả khoa học đầu tiên năm 1908.

## Hình ảnh

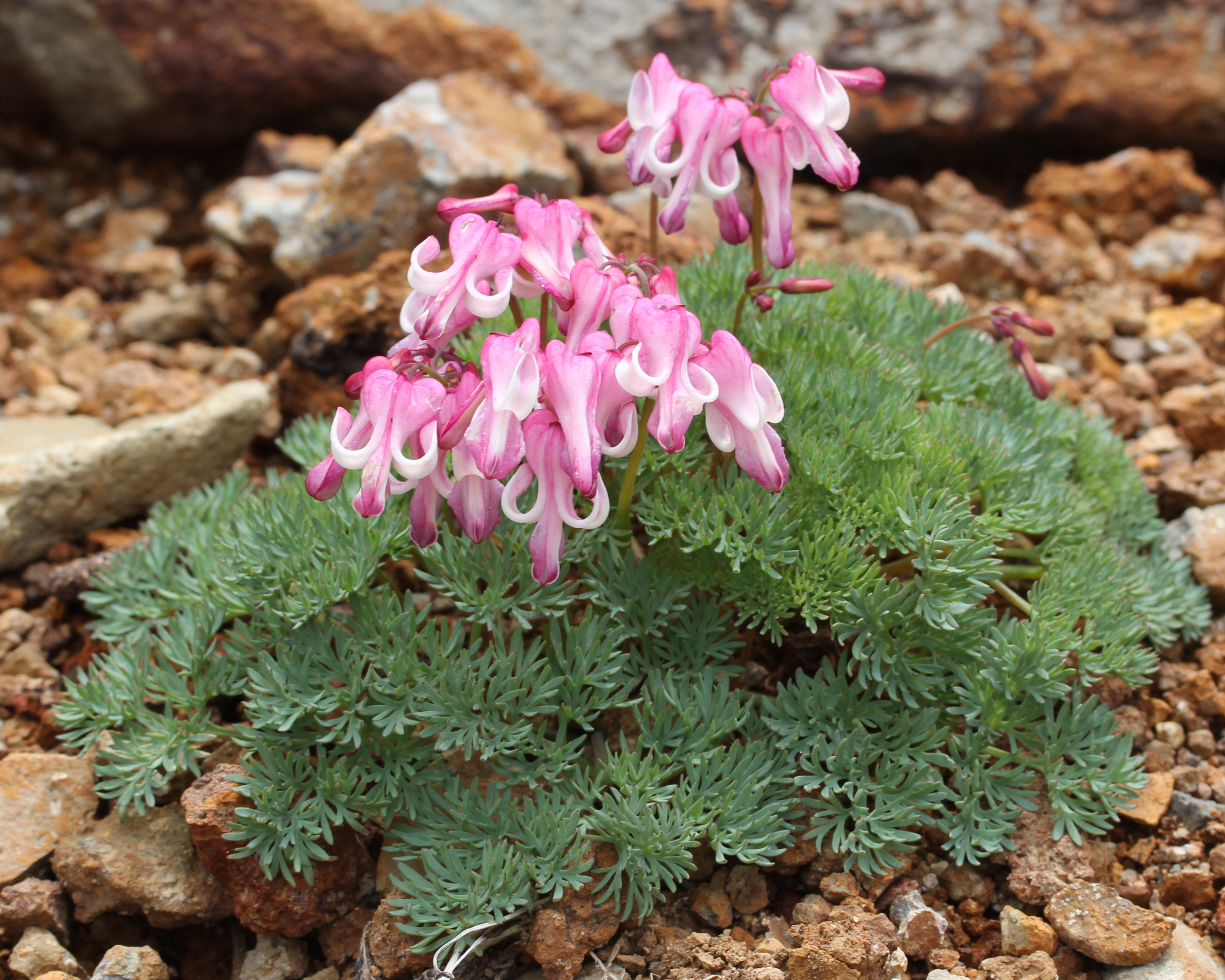
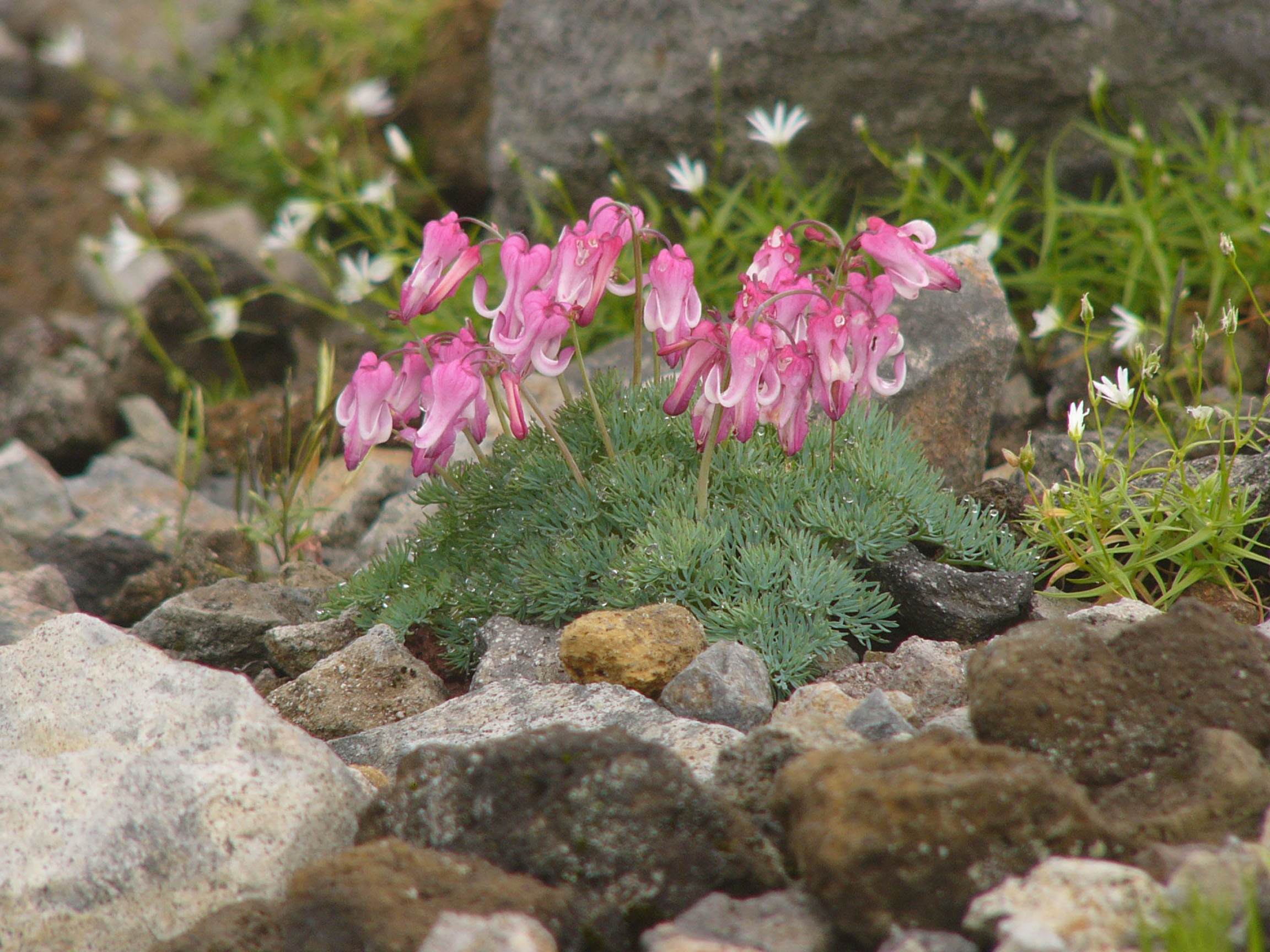
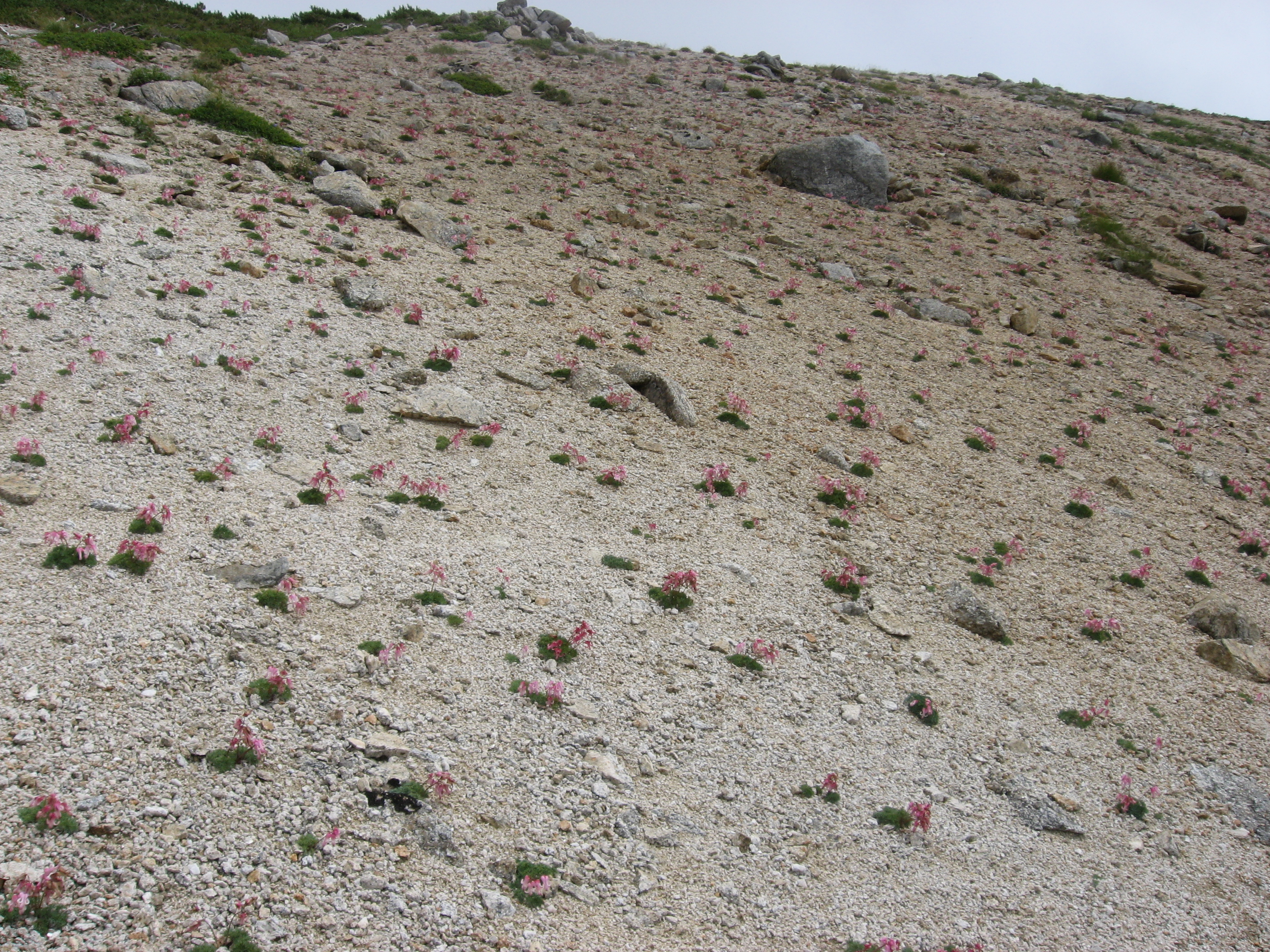
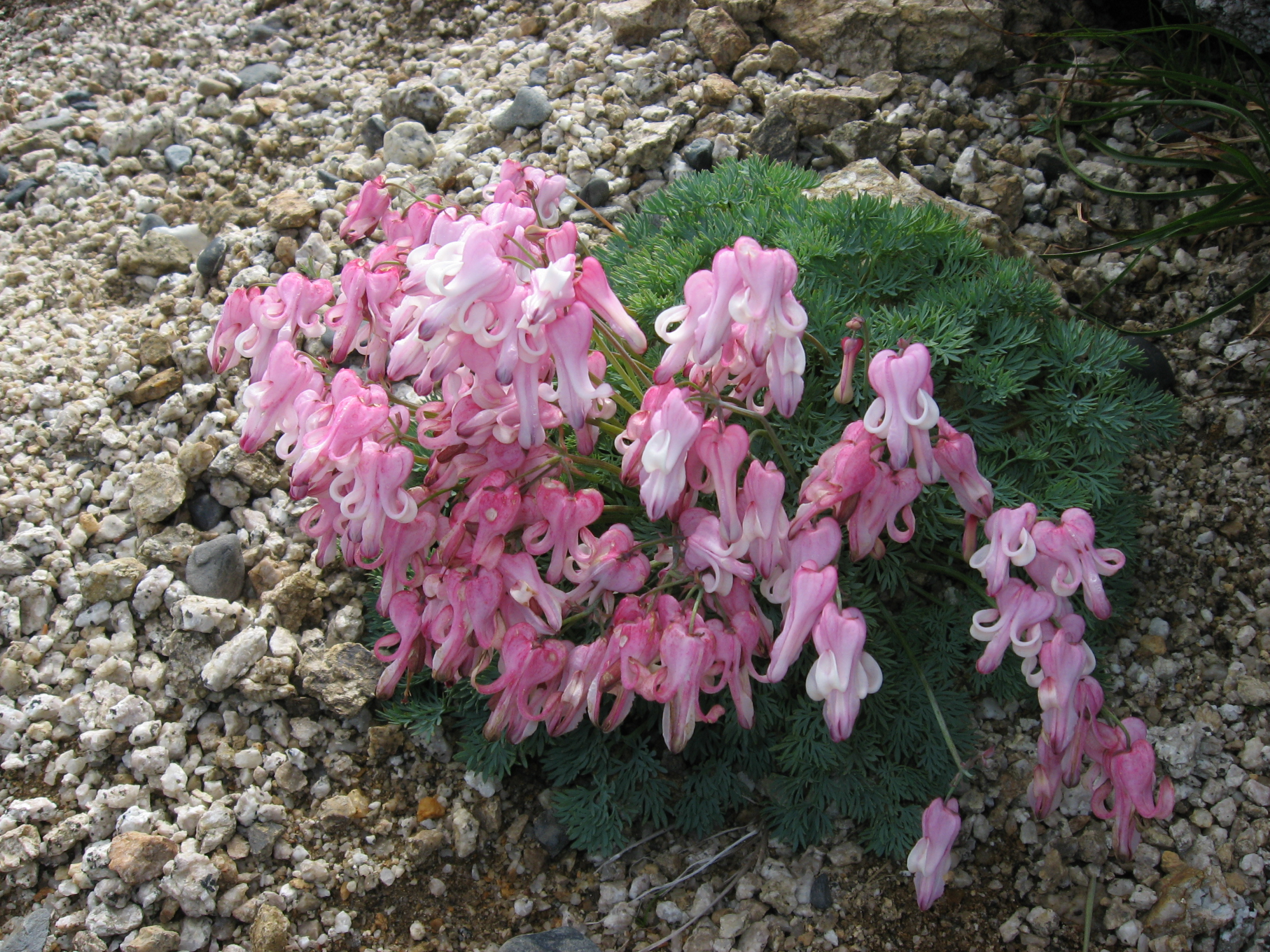